# Daniel Cronauer
Daniel Cronauer (* 3. Mai 1993 in Freising) ist ein deutscher Komponist, Liedtexter und Songwriter. Er steht derzeit beim Musikverlag Budde Music unter Vertrag.

## Leben und Werk
Cronauers erste Veröffentlichung als Songwriter war der Song Nummer Eins, der von dem deutschen DJ-Duo Stereoact und seinem Bruder Chris Cronauer veröffentlicht wurde.
Nach größeren Charterfolgen in Österreich und der Schweiz, erreichte die Single mit über 250.000 verkauften Einheiten Goldstatus in Deutschland.
Danach arbeitete Cronauer mit Juan Magán zusammen. Der Titel Rapido, Brusco, Violento, bei dem Cronauer ebenfalls als Komponist tätig war, erreichte in Spanien den Platinstatus.
Es folgten weitere Veröffentlichungen für Micar und Gestört aber geil. Außerdem schrieb Cronauer für die deutsche Schlagerkünstlerin Michelle und war an der Entstehung ihres Goldalbums Tabu beteiligt.
Seit dem Jahr 2019 arbeitet Cronauer mit Vanessa Mai zusammen. Zusammen mit seinem Bruder Chris Cronauer und dem Musikproduzenten Matthias Zürkler (B-Case) schrieb er die Singles Venedig (Love Is in the Air) und Highlight ihres Albums Für Immer. Insgesamt sechs Songs steuerte Cronauer zu Mais Album bei. Das Album stieg sofort auf Platz zwei der offiziellen deutschen Albumcharts ein. Im Jahr 2020 setzten sie ihre Zusammenarbeit mit der Single Sommerwind fort. Die Single erschien am 26. März 2021 auf Mais siebten Studioalbum Mai Tai, für das Cronauer zehn Titel schrieb. Danach folgte die Zusammenarbeit mit Helene Fischer und Luis Fonsi. Zusammen mit seinem Team, schrieb Cronauer die erste Single Vamos a marte sowie vier weitere Songs auf Fischers neuem Album Rausch.

## Autorenbeteiligunge und Produktionen
- 2020: Highlight – Vanessa Mai A
- 2020: Sommerwind – Vanessa Mai A
- 2021: Leichter – Vanessa Mai A
- 2021: Vamos a marte – Helene Fischer feat. Luis Fonsi A
- 2022: Melatonin – Vanessa Mai feat. ART A
- 2024: Lobby – Vanessa Mai A
- 2024: Schneemann – Vanessa Mai P
- 2025: Von London nach New York – Vanessa Mai A
- 2025: Sorry Sorry – Vanessa Mai A, P
- 2025: 100% verliebt – Vanessa Mai A